# Manifestations de 2019-2021 en Irak
Des manifestations anti-gouvernementales ont lieu en Irak du 1er octobre 2019 au 5 novembre 2021. Les protestataires manifestent contre le chômage, la corruption, la déliquescence des services publics, la tutelle de l'Iran et réclament la « chute du régime ». Le mouvement se déroule principalement à Bagdad et dans les villes du sud du pays. Ce mouvement devient un véritable soulèvement populaire. La répression, conduite par les forces de sécurité, et notamment par les milices pro-iraniennes des Hachd al-Chaabi, fait au moins 470 morts entre octobre et décembre 2019. Selon les manifestants, il y a plus de 600 morts pour cette même période.
Le mouvement provoque notamment la démission du Premier ministre Adel Abdel-Mehdi le 30 novembre 2019.

## Contexte
Depuis l'invasion américaine de l'Irak qui a provoqué la chute du régime de Saddam Hussein en 2003, le pays s'est profondément déstabilisé, provoquant plusieurs guerres civiles (première guerre civile irakienne et deuxième guerre civile irakienne), ainsi qu'un très fort essor du terrorisme et de la corruption du personnel politique, déjà présente sous Saddam Hussein, et une très forte détérioration de l'économie. Le mélange d'insécurité physique et économique, conjugués à la corruption ont très fortement dégradé la qualité de vie des Irakiens, menant à un taux de chômage élevé et à la multiplication des personnes en situation de travailleurs pauvres. Au cours des guerres civiles, les Gardiens de la révolution islamique sont intervenus sur le territoire irakien pour lutter contre les groupes armés sunnites (notamment l'État islamique), et n'ont pas quitté le territoire irakien depuis 2014, parrainant de nombreux milices chiites ce qui rajoute un motif de mécontentement supplémentaire.
En 2015-2016, Bagdad connait une première vague de manifestations appelée « le Mouvement de la Zone Verte (en) », en référence à la Zone verte où elles se sont déroulées, un quartier ultra-sécurisé de Bagdad où se trouvent les principales institutions politiques irakiennes et plusieurs ambassades. Une autre vague de manifestations nationales (en) y a également lieu en 2018-2019. Les manifestations de 2019, qui ont également lieu entre autres dans cette zone, s'étendent cependant à tout le pays. Ces manifestations avaient les mêmes revendications : amélioration de la situation économique, amélioration des services publics, lutte contre le chômage, lutte contre les bas salaires, lutte contre la corruption surtout chez les hommes politiques, expulsion des troupes iraniennes présentes en Irak.
60 % de la population a moins de 25 ans ; dans cette tranche d’âge, 40 % sont au chômage. Le système éducatif reste fortement délabré. Il manque au pays plus de 20 000 écoles ; certaines salles de classe accueillent jusqu'à 80 élèves. Surtout, 130 000 enfants n'ont pas été scolarisés dans le primaire durant l'année 2017-2018.

## Déroulement

### Première vague de manifestations (1er- 6 octobre 2019)
La première vague de manifestation a surtout lieu du 1er au 6 octobre. Le mouvement de contestation voit une partie de la population descendre dans les rues à partir du 1er octobre 2019 pour protester contre la corruption, le chômage et l'état désastreux des services publics dans le pays, qui connait des pénuries chroniques d'électricité et d'eau potable.
Les manifestants appellent à des réformes et à un changement de gouvernement, et s'étendent de la capitale Bagdad aux régions chiites du sud du pays,. L'influence de l'Iran voisin sur le gouvernement irakien est également remise en cause. Les manifestants réclament également le départ de la classe politique actuelle et à un changement de constitution.
Les manifestations, apolitiques et centrées sur des revendications autres que tribales ou confessionnelles, sont alors inédites en Irak, pays divisé par de profondes fractures entre chiites et sunnites ainsi qu'entre Arabes et Kurdes.

### Répression

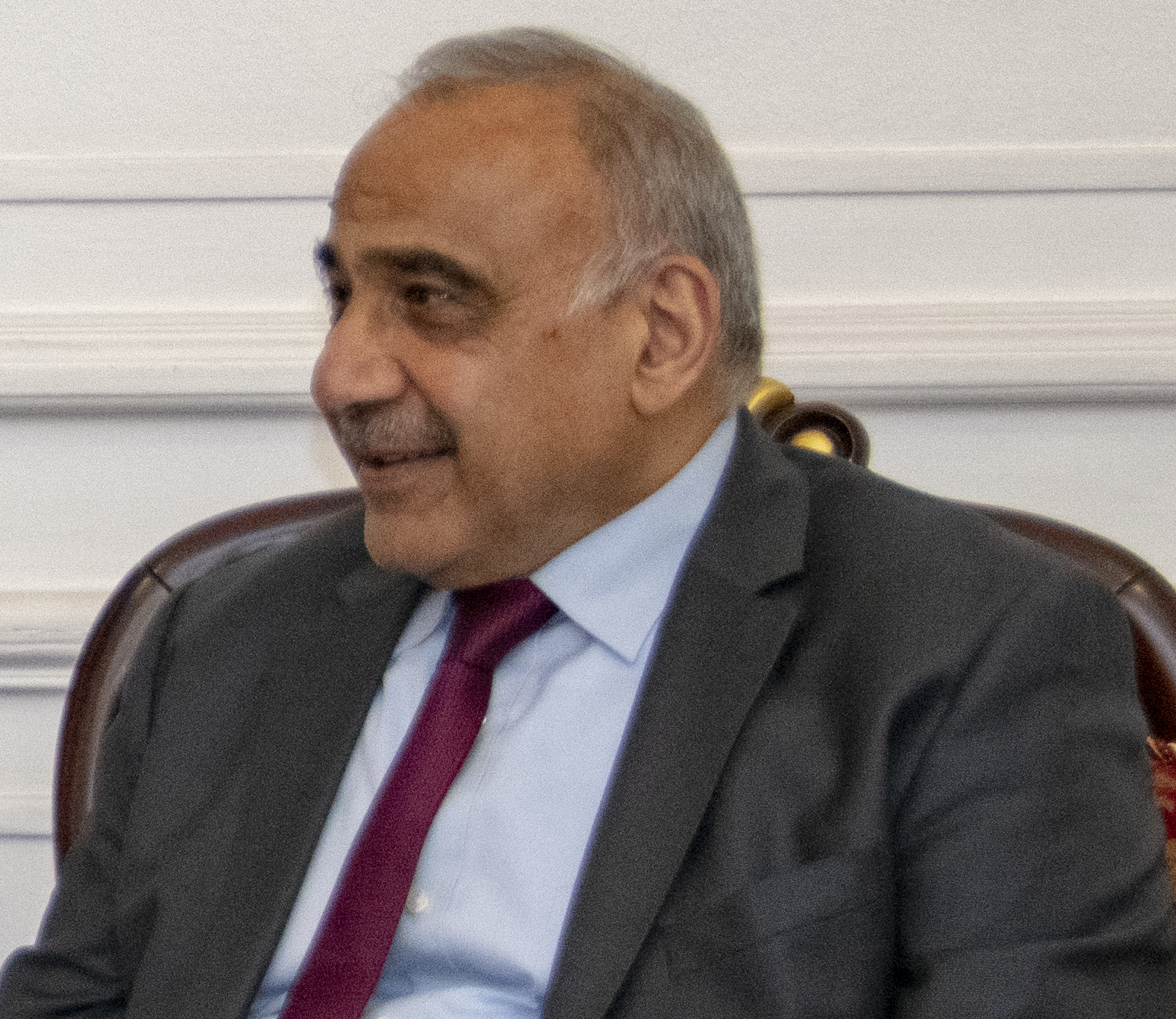
Adel Abdel-Mehdi en 2019.

Le gouvernement du Premier ministre Adel Abdel-Mehdi, au pouvoir depuis les élections législatives de mai 2018 tente de mettre fin aux manifestations par l'envoi de forces policières qui ont recours à des tirs à balle réelle et des armes automatiques. À la fin du mois d'octobre, un rapport annonce que 70% des morts ont été touchés « à la tête et au torse » par des tirs à balles réelles.
Un couvre-feu est également décrété. Une centaine de personnes sont tuées, dont six policiers, et environ 4000 blessées sur la période allant du premier au cinq octobre, selon la commission gouvernementale des droits de l’Homme irakienne. Selon cette dernière, la plupart des manifestants auraient été tués par balle. L'armée irakienne finit par admettre le 7 octobre un « usage excessif de la force », tandis que le gouvernement dénonce la présence de « saboteurs » et d'infiltrés. L'Iran dénonce de son côté un « complot » tandis que les miliciens du Hachd al-Chaabi, proches de l'Iran, affirment être prêts à épauler le gouvernement.
Les protestataires accusent les milices pro-iraniennes des Hachd al-Chaabi d'être particulièrement impliquées dans la répression et d'être responsables des tirs de sniper,. Ils scandent alors des slogans comme : « L’Iran dehors, l’Irak restera libre ». Moqtada al-Sadr soutient également les protestataires et annonce le déploiement de ses miliciens des Brigades de la paix pour « protéger les manifestations ». Des factions rivales chiites soupçonnent alors les Brigades de la paix d'être particulièrement impliquées dans les attaques et les incendies de sièges de milices pro-iraniennes.
En décembre, le commandement des Hachd appelle ses hommes à ne pas approcher les manifestations.
Selon Le Monde, l'ayatollah Ali al-Sistani « reste la seule autorité du pays à n’être pas encore totalement délégitimée aux yeux de ceux qui, depuis le 1er octobre, réclament à Bagdad et dans le Sud chiite « la chute du régime » ». Dès les premières semaines, il prend la défense des manifestants et appelle la classe politique à des réformes.

### Réponses du régime
Le gouvernement annonce lors d'un conseil des ministres extraordinaire organisé le 6 octobre, 17 mesures sociales. Celles-ci comprennent des aides au logement, des allocation pour jeunes chômeurs, la construction de 100 000 logements et l'installation de halles pour les marchands ambulants. Fin octobre, le gouvernement annonce le limogeage de plusieurs commandants militaires.
Le 27 octobre, deux députés communistes et deux autres sadristes démissionnent de leurs fonctions, alors que les députés sadristes organisent un sit-in au Parlement. Le 29 octobre, Hadi al-Amiri et Moqtada al-Sadr retirent leur confiance au gouvernement.
Moqtada al-Sadr, membre de la coalition gouvernementale et dont le parti est arrivé en tête des législatives de 2018, appelle à la démission du gouvernement et à des législatives anticipées. Une cinquantaine de députés proches de son courant entament un sit-in au sein même du Parlement.

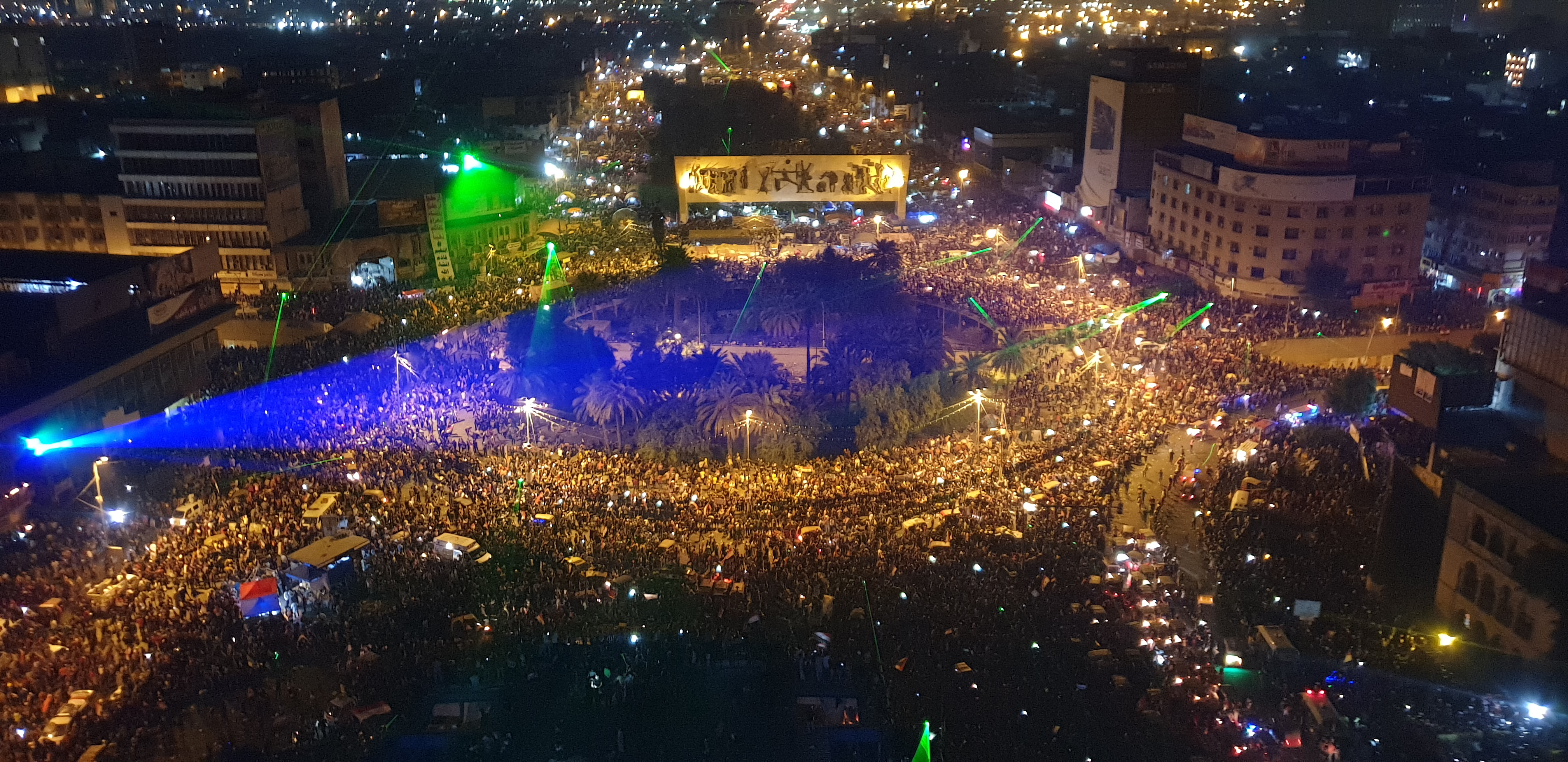
Manifestations en novembre 2019.

Le 31 octobre, le président Barham Salih propose des législatives anticipées après l'approbation d'une nouvelle loi électorale, et éventuellement un départ du Premier ministre, qui a accepté le principe, si un successeur lui est trouvé par la coalition au pouvoir.
Le 9 novembre, la coalition au pouvoir, sous pression de l'Iran, se rétracte, et décide de stopper le mouvement.

### Deuxième vague de manifestations (de octobre à décembre 2019)
Après quelques semaines d'interruptions, le mouvement de contestation reprend le soir du 24 octobre. Le 25 octobre, les protestataires incendient deux sièges de gouvernorat et attaquent des dizaines de QG de partis politiques et de milices armées. Les miliciens d'Asaïb Ahl al-Haq abattent notamment neuf personnes à Nassiriya et huit autres à Al-Amara. À Diwaniya, douze personnes périssent dans l'incendie d'un siège de l'Organisation Badr. Au total, au moins 63 personnes trouvent la mort pendant la journée, étouffées par les incendies ou tuées par balles, et 2 300 autres sont blessées,,.
Vers fin octobre, les slogans prennent une tournure nationaliste, notamment liée à l'inféodation des milices à l'Iran : “nous voulons du travail” est remplacé par “nous voulons une patrie” ; « L’Iran dehors » devient le mot d’ordre de ces manifestants.
Le 1er novembre, des dizaines de milliers de personnes manifestent.
Une grève générale débute le 4 novembre. Elle vise à obtenir « la chute du régime ». Le Premier ministre Adel Abdel Mahdi appelle à « retourner à la vie normale ». Il rejette également le principe d'élections anticipées, sous la pression des factions favorables à l'Iran.
Le 5 novembre, internet est de nouveau coupé.
Le soir du 27 novembre, le consulat iranien de Nadjaf est incendié par les manifestants. Le 28, les forces de l'ordre abattent 45 personnes, dont 29 à Nassiriya, 12 à Nadjaf et 4 à Bagdad, et font plusieurs centaines de blessés,. Le lendemain, l'ayatollah Ali al-Sistani demande au parlement de remplacer le Premier ministre.
Le 29 novembre, le Premier ministre Adel Abdel-Mehdi annonce qu'il va présenter sa démission. Il la présente officiellement devant le Parlement le 30 novembre. Cependant les manifestations se poursuivent.
Début décembre, la contestation atteint les régions arabes sunnites du nord de l'Irak. Des marches ont lieu à Mossoul, Falloujah et Tikrit, mais la mobilisation demeure limitée. Les régions sunnites du nord demeurent marquées par la seconde guerre civile irakienne et leurs habitants craignent de subir une violente répression en pouvant être accusés d'être des nostalgiques de Saddam Hussein ou des partisans de l'État islamique,.
Dans la nuit du 6 au 7 décembre, des hommes armés de mitrailleuses et de couteaux attaquent le garage de Sinak, à Bagdad, occupé par des contestataires. Ils abattent 24 personnes — 20 manifestants et quatre policiers — et font une centaine de blessés. Les protestataires accusent les milices chiites d'être responsables de la tuerie.
Le 7 décembre, un drone largue un obus devant l'enceinte de la maison de Moqtada al-Sadr, à Nadjaf. Le porte-parole des Brigades de la paix appelle alors à la « retenue » mais déclare que cette attaque pourrait « déclencher une guerre civile »
Les manifestations connaissent une nouvelle phase d'accalmie dans les premières semaine de décembre, avant de reprendre à partir du 22. Entre le 2 et 11 décembre, trois militants de l'opposition, dont une jeune fille de 19 ans, Zahra Ali Salman, sont assassinés,. La mission de l'ONU en Irak accuse alors les milices d'être responsables des enlèvements et des assassinats. Le 12 décembre à Bagdad, un adolescent de 17 ans, pris pour un milicien, est lynché et pendu par des protestataires,. L'acte est condamné dans un communiqué par de nombreux manifestants,. Le 24 décembre, un militant de la ville de Diwaniya, Thaër al-Tayeb, succombe à ses blessures après avoir été touché par une explosion le 15 décembre visant sa voiture. Le 25, une procession funéraire autour du cercueil est formée sur la place Tahrir de Bagdad. Les manifestations se poursuivent également à Bagdad, Nassiriya, Kerbala et Bassorah. Mais à Diwaniya, dans la nuit du 24 au 25, les protestataires s'en prennent aux sièges de deux milices, l'Organisation Badr et Asaïb Ahl al-Haq, qui sont incendiés.

### Poursuite des manifestations dans le contexte de la crise américano-iranienne (janvier 2020 - novembre 2021)
À la fin de l'année 2019, les tensions s'accroissent également entre les États-Unis et l'Iran. Selon l'agence Thomson Reuters, à la mi-octobre 2019, lors d'une réunion à Bagdad, alors que l'Irak commence à être en proie aux manifestations antigouvernementales, le général iranien Qassem Soleimani, commandant en chef de la Force Al-Qods, les forces spéciales du Corps des Gardiens de la révolution islamique, auraient donné pour instruction aux milices chiites de mener des attaques sur des cibles américaines afin de provoquer des ripostes de la part de Washington dans le but de faire tourner la colère des Irakiens vers les États-Unis. Il aurait donné également l'ordre aux Gardiens de la Révolution de transférer des roquettes Katioucha et des missiles sol-air portatifs aux Kataeb Hezbollah, qui sont chargées de coordonner ces attaques.
Le 27 décembre 2019, 36 roquettes s'abattent sur la base K1 à Kirkouk, où sont présents des militaires américains. Un sous-traitant américain est tué dans l'attaque. Le 29 décembre, les États-Unis ripostent en bombardant cinq sites tenus par les Kataeb Hezbollah, dont trois dans l'ouest de l'Irak et deux dans l'est de la Syrie, tuant au moins 25 combattants de la milice et faisant 51 blessés,,. Le 31 décembre, des milliers de miliciens et de partisans des Kataeb Hezbollah pénètrent dans l'enceinte de l'ambassade des États-Unis à Bagdad. Le 1er janvier 2020, le président américain Donald Trump menace l'Iran, affirmant la tenir pleinement responsable des précédentes attaques
Le 3 janvier 2020, un drone américain mène une frappe ciblée près de l'aéroport international de Bagdad et tue le général iranien Qassem Soleimani, commandant en chef de la Force Al-Qods, Abou Mehdi al-Mouhandis, le chef des Kataeb Hezbollah et de la branche militaire des Hachd al-Chaabi, quatre officiers iraniens et quatre membres du Hachd,. La mort de Soleimani provoque une véritable onde de choc et l'Iran promet une « vengeance »,.
La mort de Qassem Soleimani est accueillie avec joie par des manifestants. Nombre d'entre eux dénoncent à la fois l'Iran et les États-Unis,,. Le 5 janvier, à Bassorah et Nassiriya, des manifestants bloquent le passage de cortèges funéraires symboliques pour Soleimani et al-Mouhandis, ce qui provoque des affrontements. Le 10 janvier à Bagdad, de milliers d'Irakiens manifestent la place Tahrir aux cris de « non à l’Amérique, non à l’Iran ! ».
Les manifestations reprennent le 19 janvier.
Le 24 janvier, Moqtada al-Sadr annonce qu'il retire son soutien à la contestation. Ses partisans démontent alors leurs tentes et se retirent des sit-in. Ce revirement divise cependant les sadristes, dont une minorité continue de prendre part aux manifestations,. Dès la nuit du 24 au 25 janvier, les autorités tentent de démanteler les sit-in des manifestants à Bagdad, Nassiriya et Bassorah. En deux jours, les violences font 12 morts et 230 blessés.
Le 1er février 2020, deux mois après la démission d'Adel Abdel-Mehdi, Mohammed Taoufiq Allaoui est nommé Premier ministre. Sa nomination est obtenue après d'intenses tractations entre la coalition En marche de Moqtada al-Sadr et l'Alliance Fatah des milices. Allaoui tend la mains aux protestataires en déclarant : « Je vous demande de poursuivre les manifestations, car si vous n’êtes pas avec moi, je serai seul et je ne pourrai rien faire. [...] Maintenant, je travaille pour vous ». Mais des manifestants affichent aussitôt leur rejet du nouveau Premier ministre, car désigné par les blocs politiques,. Les manifestants se divisent quant au soutien à lui apporter ou non. Les sadristes lui apportent leur soutien, tandis que des slogans hostiles à Moqtada al-Sadr sont scandés par d'autres.
Le 5 février, huit manifestants sont tués à Nadjaf par des miliciens sadristes des Brigades de la paix. Selon Le Monde : « Le divorce entre Moqtada Al-Sadr et la contestation antipouvoir en Irak est consommé ». Selon la journaliste Hélène Sallon : « Sensible aux critiques, Moqtada Al-Sadr multiplie les déclarations sur Twitter, tantôt cajoleuses tantôt menaçantes, pour tenter de convaincre les manifestants de mettre un terme à leurs revendications et de donner une chance à M. Allaoui ».

## Profil des manifestants
Le mouvement est porté par de très jeunes gens, dont l’âge oscille entre 12 et 26 ans, ainsi que des militants de la société civile, pour l’essentiel des professeurs, des intellectuels, des avocats, des journalistes qui ont la volonté de « fabriquer un mouvement social ». Les opposants au gouvernement, dont le mouvement de Moqtada al-Sadr, les fidèles de l’ancien premier ministre Haïder al-Abadi et des éléments baasistes cherchent à s'agréger, voire à instrumentaliser le mouvement.

## Bilan humain
Entre le 1er octobre et la mi-décembre 2019, on compte plus de 600 personnes tuées en Irak, environ 17 000 blessés et des centaines de personnes kidnappées. Les enlèvements et assassinats surviennent quotidiennement, tant à Bagdad qu’en province, et concernent en particulier de jeunes Irakiens. Amnesty International dénonce « une campagne de terreur » à l'égard de la population. Loulouwa al-Rachid, codirectrice de programme au Carnegie Middle East Center, souligne que « la seule option du gouvernement est la répression tout en prétendant ne pas savoir qui réprime. D’où l’expression “la tierce partie” » pour désigner les acteurs de violences.
La répression est notamment assurée par Hachd al-Chaabi (« Forces de mobilisation populaires »), qui comptent environ 146 000 hommes et disposent d'un budget de 2,2 milliards de dollars. Elles sont dirigées par Hadi al-Amiri, le représentant sur la scène irakienne du général iranien Qasem Soleimani. Selon l'anthropologue Hosham Dawod, « l’Irak étant devenu aujourd’hui un pays totalement subordonné à l’Iran, Soleimani intervient dans la répression, y compris dans la décision de faire tirer sur les manifestants ». Les plus importantes milices irakiennes sont les plus pro-iraniennes ; elles disposent de chars, d'hélicoptères, d'un état-major et de leurs propres services de renseignement ; elles ont infiltré, en particulier les brigades Badr, tous les rouages de l’État, dont la police fédérale, et disposent d'empires économiques.

## Analyses
Selon Fanar Haddad, « La contestation, qui a commencé par réclamer des emplois, des services et la fin de la corruption avant de promettre d'arracher par la racine tous les politiciens, est le défi le plus important pour le système post-2003. Cependant, les politiciens ne semblent pas l'avoir réalisé et tentent encore d'utiliser la situation pour marquer des points les uns contre les autres ». Selon Adel Bakawan, directeur du centre de sociologie de l’Irak à l’université de Soran : « C’est la base sociale chiite abandonnée à elle-même qui se révolte contre l’élite chiite dirigeante qui se pensait immortelle et qui, pour la première fois, découvre le doute quant à son existence. Pour la première fois aussi en Irak, nous n’avons pas un mouvement confessionnel ».